# Jakob Balling
Jakob Leth Balling (11. února 1928 Aarhus - 13. ledna 2012) byl dánský církevní historik.
Byl synem bankovního ředitele Hanse Ballinga a jeho manželky Karen Truelsenové. Vystudoval Sorø Akademi v roce 1945 a titul z teologie získal v roce 1952 na Kodaňské univerzitě. Byl studentem Hala Kocha.
Doktorát z teologie obdržel v roce 1963 a stal se profesorem na univerzitě v Aarhusu. Opustil profesuru jako emeritus v roce 1998. Byl rytířem řádu Dannebrog.
Mezi jeho díla patří Poeterne som kirkelærere (1983), Kristendommen (1986), Historisk kristendom (2003) a Kirken og Europa (2000).